# Вайтрокс (Юта)
Вайтрокс (англ. Whiterocks) — переписна місцевість (CDP) в США, в окрузі Юїнта штату Юта. Населення — 221 особа (2020).

## Географія
Вайтрокс розташований за координатами 40°28′20″ пн. ш. 109°56′28″ зх. д. / 40.47222° пн. ш. 109.94111° зх. д. (40.472147, -109.941220).  За даними Бюро перепису населення США в 2010 році переписна місцевість мала площу 6,10 км², уся площа — суходіл.

## Демографія
Згідно з переписом 2010 року, у переписній місцевості мешкало 289 осіб у 86 домогосподарствах у складі 70 родин. Густота населення становила 47 осіб/км².  Було 92 помешкання (15/км²).
Расовий склад населення:
| - 94,1 % — корінних американців - 3,8 % — білих |

До двох чи більше рас належало 2,1 %. Частка іспаномовних становила 2,4 % від усіх жителів.
За віковим діапазоном населення розподілялося таким чином: 32,5 % — особи молодші 18 років, 60,6 % — особи у віці 18—64 років, 6,9 % — особи у віці 65 років та старші. Медіана віку мешканця становила 25,5 року. На 100 осіб жіночої статі у переписній місцевості припадало 86,5 чоловіків;  на 100 жінок у віці від 18 років та старших — 82,2 чоловіків також старших 18 років.
Середній дохід на одне домашнє господарство  становив 24 764 долари США (медіана — 26 250), а середній дохід на одну сім'ю — 20 331 долар (медіана — 18 500). За межею бідності перебувало 74,1 % осіб, у тому числі 76,6 % дітей у віці до 18 років та 0,0 % осіб у віці 65 років та старших.
Цивільне працевлаштоване населення становило 5 осіб. Основні галузі зайнятості: сільське господарство, лісництво, риболовля — 100,0 %.